# Theodor von Zeska
Theodor „Theo“ Johann Friedrich von Zeska (* 5. Juli 1894 in Flensburg; † 27. Januar 1965 in Stuttgart) war ein deutscher Schriftsteller und Staatsbeamter.

## Leben
Nach dem Schulbesuch trat Zeska in die Preußische Armee ein. Von 1914 bis 1918 nahm er am Ersten Weltkrieg teil.
Vom 1. Juli 1930 bis 29. Februar 1932 war Zeska als Redakteur für den Parlamentarischen Sonderdienst und die Wirtschaftsstatistische Abteilung des Vereins Deutscher Eisen- und Stahlindustrieller Berlin tätig. Anschließend arbeitete er vom 1. März bis 20. August 1932 als Berliner Vertreter des Lüdenscheider Generalanzeigers in Westfalen.
Am 20. August 1932 trat Zeska in die Redaktion der Abteilung Drahtloser Dienst (Dradag) der Reichsrundfunk Gesellschaft ein. Am 30. September 1932 wurde er zum stellvertretenden Hauptschriftleiter des Drahtlosen Dienstes und Beauftragten bei der Presseabteilung der Reichsregierung ernannt.
Zum 1. April 1933 wurde Zeska als Referent mit der Zuständigkeit „Politischer Informationsdienst“ in die Abteilung IV (Presse) des kurz zuvor gebildeten Reichsministeriums für Volksaufklärung und Propaganda übernommen und schied gleichzeitig aus der Redaktion des Drahtlosen Dienstes aus.
Zum 1. Juli 1934 wechselte Zeska als Sachbearbeiter in das Reichswehrministerium.
Während des Zweiten Weltkrieges wurde Zeska als Major und Oberstleutnant im Oberkommando der Wehrmacht verwendet. Außerdem legte er einige propagandistische Bücher über den Kriegsverlauf vor.

## Schriften
Als Autor:
- Das Buch vom Heer, Bong, Berlin 1940.
- Der Großdeutsche Freiheitskrieg. Der Feldzug in Polen, Mittler, Berlin 1940.
- Der deutsche Soldat erlebt Holland, Delta-Verlag, Den Haag 1941.
- Die Niederlande. Deutsch gesehen, Hillger, Berlin-Grunewald 1942.
- Der Kampf gegen England und Frankreich im Jahre 1939, Mittler, Berlin 1940.
- Der Kampf gegen die Westmächte im ersten Vierteljahr 1940 und die Eroberung Norwegens, Mittler, Berlin 1941.

Als Herausgeber:
- Kameraden durch dick und dünn – Soldaten erzählen, Stuttgart 1936. (mit einem Vorwort von August von Mackensen)